# Giro di Toscana 1971
Il Giro di Toscana 1971, quarantacinquesima edizione della corsa, si svolse il 15 maggio su un percorso di 243 km, con partenza a Firenze e arrivo a Larciano. Fu vinto dall'italiano Giancarlo Polidori della Scic davanti al belga Tony Houbrechts e all'italiano Arturo Pecchielan.

## Ordine d'arrivo (Top 10)
| Pos. | Corridore           | Squadra   | Tempo    |
| ---- | ------------------- | --------- | -------- |
| 1    | Giancarlo Polidori  | Scic      | 6h24'00" |
| 2    | Tony Houbrechts     | Salvarani |          |
| 3    | Arturo Pecchielan   | GBC       |          |
| 4    | Pierfranco Vianelli | Dreher    |          |
| 5    | Michele Dancelli    | Scic      |          |
| 6    | Dino Zandegù        | Salvarani |          |
| 7    | Ole Ritter          | Dreher    |          |
| 8    | Guerrino Tosello    | Molteni   |          |
| 9    | Arnaldo Caverzasi   | Filotex   |          |
| 10   | Roberto Poggiali    | Salvarani |          |